# Église San Samonta de Saint-Montan
L'église San Samonta de Saint-Montan est une église située sur la commune française de Saint-Montan, dans le département de l'Ardèche en région Auvergne-Rhône-Alpes.

## Localisation
L'église est située sur la commune de Saint-Montan, dans le département français de l'Ardèche, au bord de la route départementale 262, à une centaine de mètres à l'ouest du village.

## Description

### Protection
L'Église San Samonta fait l'objet d'un classement au titre des monuments historiques depuis 1910.